# Mario Casetta
Mario Casetta (Milano, 4 ottobre 1898 – ...) è stato un arbitro di calcio italiano.

## Biografia
Il suo cognome è stato trascritto in maniera spesso erronea: Cassetta. 
In effetti, su tutti i documenti sia dell'A.I.A. che del C.I.T.A. pubblicati sia da La gazzetta dello sport che da vari libri ed annuari della F.I.G.C. , il cognome Cassetta non è mai apparso (c'è solo Casetta), così come risulta anche uguale il suo indirizzo di residenza presente sia su tali documenti che sul suo indirizzo presente nelle liste di leva.

### Arbitro
Iniziò ad arbitrare nel 1920 dirigendo i campionati regionali lombardi di categoria inferiore.
Si era tesserato per lo Sport Iris Milan di Milano e con questa società rimase tale fino all'eliminazione nel 1927 dell'obbligo al tesseramento presso una società calcistica.
Rimane tesserato per l'Iris anche nella stagione 1921-1922 e perciò arbitra i campionati FIGC lombardi di Prima Categoria, chiamato dal C.R. Lombardo a dirigere anche una partita dell'Atalanta.
All'inizio della stagione 1924-1925 l'AIA lo passa nei ruoli della Commissione Tecnica della Lega Nord inserendolo negli elenchi degli arbitri a disposizione per dirigere i campionati di Seconda Divisione.
Esordisce in Prima Divisione il 13 dicembre 1925 dirigendo Bologna-Casale (1-0).
Il 24 novembre 1927 è tra i fondatori del Gruppo Arbitri Milanesi "Umberto Meazza", presieduto da Alberto Crivelli.
Arbitra la sua prima partita in Serie A il 6 ottobre 1929 dirigendo Padova-Modena (1-3).
Terminò la sua carriera arbitrale alla fine della stagione 1931-1932 dirigendo la partita di Serie A Roma-Triestina (1-0).